# Коростовець Іван Якович
Іван Якович Коростовець (1862–1933) — український та російський дипломат. Посол Російської імперії в Пекіні. Уповноважений Української Держави для переговорів з представниками Антанти в Ясах (1918).

## Біографія
Народився в 1862 році на Чернігівщині. З дворян Полтавської губернії. Випускник Імператорського Олександрівського ліцею. У 1905 році брав участь в переговорах при укладенні Портсмутського миру з Японією. Багато років на дипломатичній службі в країнах Сходу. У 1890—1894 роках — другий секретар місії в Пекіні. З 1894 р. — секретар місії в Ріо-де-Жанейро, З 1896 р. — в Лісабоні.
У 1899 р. — чиновник з дипломатичної частини при головному начальнику Квантунської області. У квітні 1902 — генеральний консул в Буширі. З червня 1905 р. — діловод в Азіатському департаменті МЗС імперії.
У 1909—1912 роках — посланник в імперії Цин.

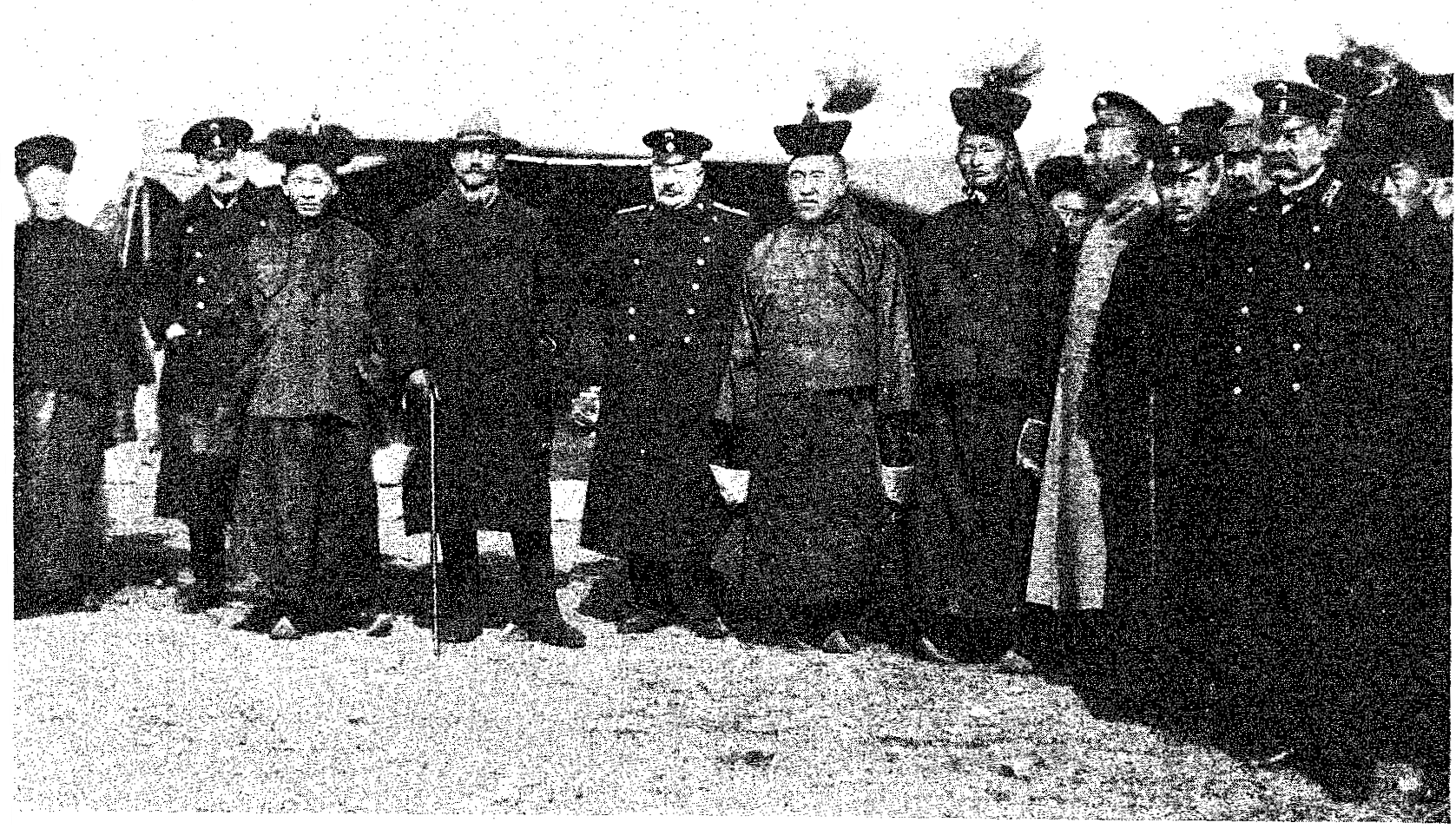
КОРОСТОВЕЦЬ — ВІТАЄТЬСЯ З ПРИЇХОМ В УРГІ У вересні 1912 р.

У 1912 році за дорученням прем'єр-міністра Сергія Вітте очолив російську дипломатичну місію в Ургі (нині столиця Монголії м. Улан-Батор). 21 жовтня (3 листопада) 1912 року підписав в Урзі російсько-монгольську угоду, що визнавало автономію Зовнішньої Монголії і давало російським підданим в Монголії ряд привілеїв. Цей акт означав визнання незалежного монгольської держави. Цей договір, який зіграв вирішальну роль у процесі утворення Монголії, був одним з великих дипломатичних успіхів імператорської Росії перед Першою світовою війною. Даному епізоду російської історії присвячений документальний фільм режисера Валерія Балаяна «Урга 1912. Спогади про непрошедших»(2007).
У 1913 В. М. Крупенський підтвердив основи угоди 1912 року в договорі з Китаєм, а А. Я. Міллер домігся їх остаточного закріплення в Кяхтінскому потрійному російсько-китайсько-монгольському акті 1915.
У серпні 1913 року Коростовець був звільнений, згідно з проханням, від займаної посади з залишенням у відомстві МЗС. Це сталося в результаті скандалу, що виник внаслідок роману одруженого Коростовця з молодою дівчиною Ангеліної Пірі (дочкою французького начальника пошт в Пекіні). Коростовцю, вдалося врегулювати проблему і йому дозволили продовжити дипломатичну кар'єру в МЗС.
У жовтні 1913 року Коростовець був призначений посланником в Персію і займав цей пост до 1915 року. У липні 1915 — червні 1917 — член Ради Міністерства закордонних справ імперії.

## На українській дипломатичній службі
За Української Держави — уповноважений для переговорів з представниками Антанти в Яссах; Передбачалося відрядити його з дипломатичними місіями до Англії та США.

## Еміграція
Після приходу до влади в Києві Директорії УНР, емігрував до Фінляндії. Жив в еміграції в Берліні. Навесні 1921 року здійснив ділову поїздку в Пекін, де в пекінській друкарні були надруковані його мемуари «Росія на Далекому Сході», які відносяться до боксерського повстання в імперії Цин.

## Автор праць
- Коростовец И. Я. Девять месяцев в Монголии. Дневник русского уполномоченного в Урге. Декабрь 1912 г. — май 1913 г. — Россияне в Азии, № 2, 1995, с.85–211.
- Коростовец И. Я. Девять месяцев в Монголии. Дневник русского уполномоченного в Урге. Декабрь 1912 г. — май 1913 г. — Россияне в Азии, № 3, 1996, с.225–292.
- Коростовец И. Я. От Чингис хана до Советской республики. Улан-Батор: Адмон, 2004.
- Коростовец И. Я. Девять месяцев в Монголии. Дневник русского уполномоченного в Монголии. Август 1912 — май 1913 г. Улаанбаатар: Адмон, 2009.
- Китайцы и их цивилизация. Санкт-Петербург, 1896.
- Россия на Дальнем Востоке. Воспоминания. М. 1907.
- Мирные переговоры в Портсмуте в 1905 году: Дневник И. Я. Коростовца, секретаря графа С. Ю. Витте во время Портсмутской конф. Июль — сент. 1905 г. — Былое, 1918, № 1, с. 177—220; № 2, с. 110—146; № 3 (на обл.: кн. 3, № 9), с. 58 — 85; кн. 6 (№ 12), с. 154—182.
- Pre-War Diplomacy: The Russo-Japanese Problem. London. British Periodicals Limited. 1920.
- Россия на Дальнем Востоке. Товарищество «Восточное просвещение». Пекин. 1922.
- Коростовец И. Я. Страница из истории русской дипломатии: Русско-японские переговоры в Портсмуте в 1905 г.: Дневник И. Я. Коростовец, секретаря графа Витте. — Пекин: Типо-литография Российской Духовной Миссии, 1923. — II, XII, 138 с. — То же, второе издание. — XXII+138 с.: 5 л. ил., 2 л. карт.
- Von Cinggis Khan zur Sowjetrepublik. Eine kurze Geschichte der Mongolei unter besonderer Beruumlcksichtigung der neusten Zeit. By Iwan Jakolewitsch Korostovetz, in collaboration with Dr. Erich Hauer. Walter de Gruyter, Berlin and Leipzig. 1926.